# Chalmers (automerk)

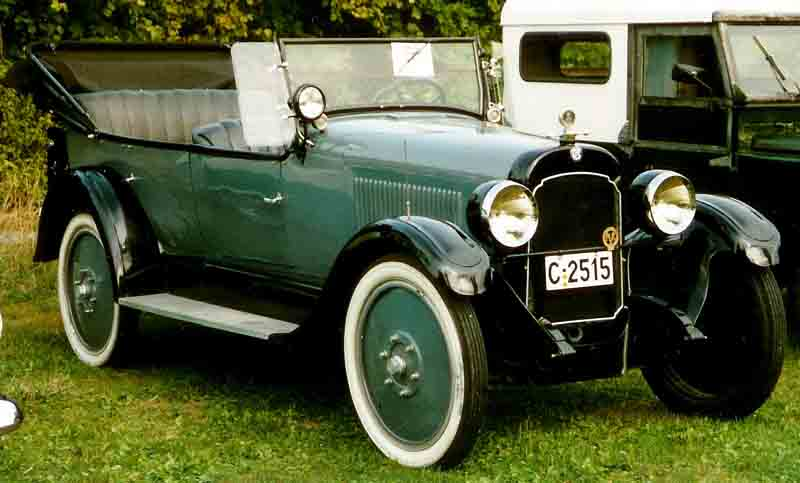
Chalmers Touring uit 1922

De Chalmers Motor Car Company was een Amerikaanse autobouwer uit het begin van de 20e eeuw. Het merk werd opgericht in 1908 en kende haar hoogtepunt in de jaren 1910. Na de Eerste Wereldoorlog ging het sterk achteruit om in 1923 te verdwijnen. De restanten van het bedrijf gingen mee op in het in 1925 opgerichte Chrysler.

## Geschiedenis
De voorloper van Chalmers, de Thomas-Detroit automobile company, werd in 1906 opgericht en bouwde auto's onder de merknaam Thomas. In 1907 vervoegde Hugh Chalmers, die tot dan vicedirecteur van een ander bedrijf en een getalenteerd verkoper was, het bedrijf. Niet veel later kocht hij een deel van de aandelen in het bedrijf en werd hij directeur. In 1908 doopte hij het bedrijf om tot de Chalmers-Detroit Motor Company en in 1910 opnieuw tot de Chalmers Motor Car Company. Het gamma bestond toen uit twee modellen, die elk met en zonder dak verkrijgbaar waren en aangedreven werden door een viercilindermotor. In 1913 introduceerde de autobouwer ook een zescilindermodel. Twee jaar later werd de viercilinder geschrapt en bleef de zes alleen over. In 1915 bouwde Chalmers ongeveer 20 000 auto's.
De jaren 1910 waren dan ook het hoogtepunt van het bedrijf. Na de Eerste Wereldoorlog begonnen de verkoopcijfers achteruit te gaan. Een andere autobouwer, de Maxwell Motor Corporation, had op dat moment juist meer productiecapaciteit nodig en Chalmers leasete haar fabriek aan Maxwell. In ruil kon Chalmers ook gebruikmaken van Maxwells productie-uitrusting.
Toen Maxwell begin jaren 1920 in financiële moeilijkheden kwam haalde het Walter Chrysler aan boord om zowel Maxwell als Chalmers te reorganiseren. Chrysler vormde Maxwell om tot de Maxwell Motor Corporation dat in 1922 Chalmers overnam voor $2 miljoen. In 1923 werd Chalmers' productie in diens fabriek in Detroit stilgelegd. Dat laatste jaar werden ongeveer 9000 exemplaren gebouwd. In 1925 richtte Chrysler zijn eigen Chrysler Corporation op boven Maxwell dat daarop verdween ten voordele van Chrysler.